# Break Through
Break Through é o terceiro álbum da banda japonesa de hard rock B'z, lançado em 21 de fevereiro de 1990 pela BMG Japan. Vendeu 724.640 cópias no total, chegando à 3ª colocação da Oricon Albums Chart.

## Faixas
Todas as letras escritas por Koshi Inaba, todas as músicas compostas por Tak Matsumoto.
| N.º            | Título                                                        | Duração |  |
| 1.             | "Lady-Go-Round" (君の中で踊りたい)                            | 4:22    |  |
| 2.             | "B.U.M"                                                       | 1:25    |  |
| 3.             | "Break Through"                                               | 4:25    |  |
| 4.             | "Boys In Town"                                                | 4:39    |  |
| 5.             | "Guitar wa Naiteiru" (Guitar は泣いている)                    | 6:32    |  |
| 6.             | "Love & Chain"                                                | 4:56    |  |
| 7.             | "Tonari de Nemurasete" (となりでねむらせて)                   | 4:12    |  |
| 8.             | "Hey Brother"                                                 | 3:55    |  |
| 9.             | "Ima de wa...Ima nara...Ima mo.." (今では...今なら...今も...) | 5:18    |  |
| 10.            | "Save Me!?"                                                   | 3:27    |  |
| 11.            | "Stardust Rain"                                               | 5:03    |  |
| Duração total: | Duração total:                                                | 48:18   |  |